# 湿生细鳞藓
湿生细鳞藓（学名：Lejeunea aquatica）为细鳞藓科细鳞藓属下的一个种。